# 模糊隐绵蟹
模糊隐绵蟹（学名：Cryptodromia dubia）为绵蟹科隐绵蟹属的动物。在中国大陆，分布于海南等地，生活环境为海水，多见于沿岸浅水泥以及石底。